# Krupac (Pirot)
Pour les articles homonymes, voir Krupac.
Krupac (en serbe cyrillique : Крупац) est une localité de Serbie située dans la municipalité de Pirot, district de Pirot. Au recensement de 2011, elle comptait 1 301 habitants.
Krupac est officiellement classé parmi les villages de Serbie.

## Histoire
L'église Saint-Nicolas remonte à la première moitié du XVIIe siècle ; elle abrite encore des fresques remontant à cette époque,. L'église Saint-Jean-Glavosek, située dans l'enceinte du monastère de Krupac, a été fondée pour servir de mémorial et d'ossuaire pour les combattants de la guerre russo-serbo-turque de 1876-1877 et pour ceux qui sont morts entre 1912 et 1918.

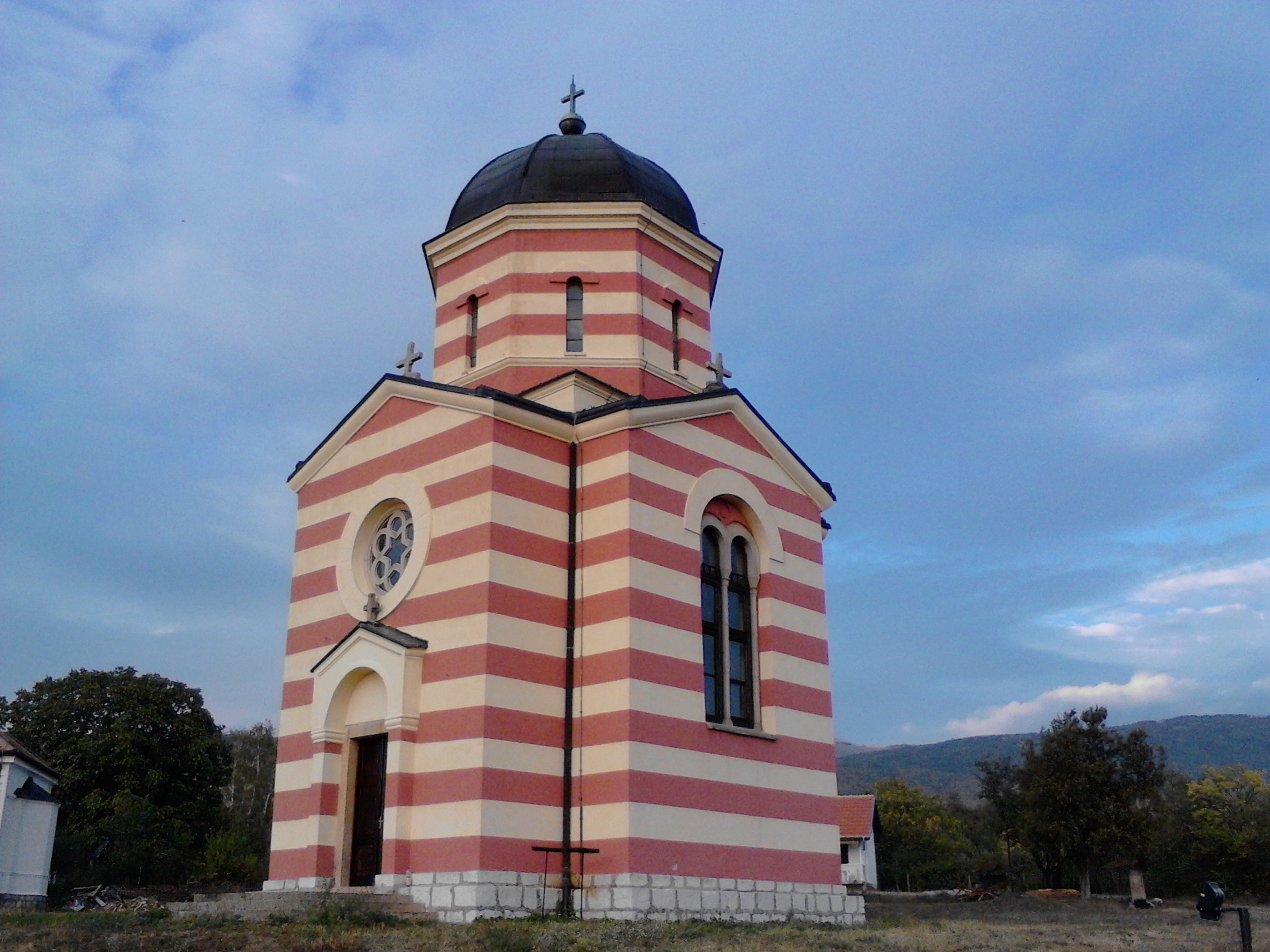
L'église Saint-Jean-Glavosek de Krupac

## Démographie

### Évolution historique de la population
| 1948  | 1953  | 1961  | 1971  | 1981  | 1991  | 2002  | 2011  |
| ----- | ----- | ----- | ----- | ----- | ----- | ----- | ----- |
| 2 711 | 2 577 | 2 245 | 1 924 | 1 883 | 1 635 | 1 444 | 1 301 |

|  |